# 肯尼思·戈德史密斯

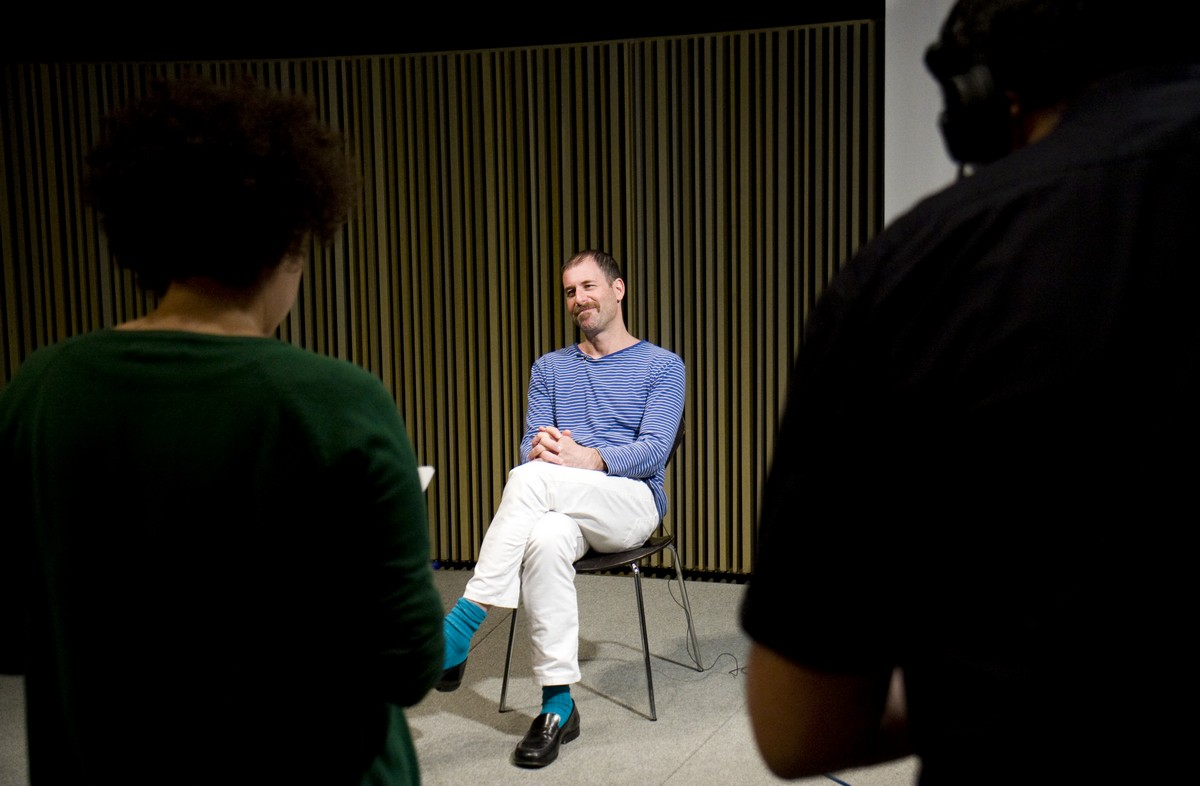
Kenneth Goldsmith

肯尼思·戈德史密斯（Kenneth Goldsmith，1961年—），是一位美国诗人。他也是UbuWeb的创始编辑，在美国宾夕法尼亚大学教授诗歌课程，是PennSound的高级编辑。他在1995年和2010年间在电台WFMU有一个每周电台节目。他已经出版了10本诗集，包括《Fidget》(2000)、《Soliloquy》(2001) 和《Day》(2003)以及美国三部曲《The Weather》(2005)、《Traffic》(2007) 和《Sports》(2008)。他也是《Uncreative writing : managing language in the digital age》（2011）的作者。作为编辑，他出版了《I'll be your mirror : the selected Andy Warhol interviews》，另外，他也是《Against Expression: An Anthology of Conceptual Writing' (2011)》的合作编辑。他和妻子艺术家Cheryl Donegan以及两个儿子生活在纽约市。